# Le Chasseur danois
Le Chasseur danois est une mélodie composée en 1844 par Hector Berlioz sur un poème d'Adolphe de Leuven, d'abord pour basse et piano, puis avec orchestre. Elle est présentée en public le 29 novembre 1845, au Theater an der Wien de Vienne.

## Composition
Hector Berlioz compose Le Chasseur danois en 1844. La mélodie, pour basse et piano, est publiée dans un album de chant du Monde musical le 5 décembre 1844.

## Création
Le Chasseur danois est orchestré pour être interprété lors du troisième concert dirigé par le compositeur au Theater an der Wien, le 29 novembre 1845 : la mélodie est bissée par le public viennois.
Par la suite, Berlioz présente Le Chasseur danois, toujours sous sa direction, à Prague (19 janvier 1846), puis à Pesth (15 février) et à Brunswick (24 avril). La mélodie est encore interprétée aux Hanover Square Rooms de Londres, le 29 juin 1848.
Le Chasseur danois est publié dans la grande Collection de 32 mélodies de Berlioz en novembre 1863, en même temps que la partition, également réduite pour chant et piano, des Troyens (en deux parties, La Prise de Troie et Les Troyens à Carthage).

## Présentation
Sixième et dernière pièce du recueil intitulé Feuillets d'album, publié en septembre 1850, Le Chasseur danois fait partie de l'op. 19 du catalogue des œuvres de Berlioz,  ou H 104 dans le catalogue établi par le musicologue américain Dallas Kern Holoman.
La partition est en ré majeur, Allegro con fuoco à 
, la 4e strophe Andante à quatre temps (noté ).
L'orchestre comprend deux flûtes (la 2e jouant aussi du piccolo), 2 hautbois, 2 clarinettes en Ut et 4 bassons, pour les pupitres des vents. Les cuivres comptent 2 cors en Ré et 2 cors en Si, 2 trombones ténors et un trombone basse. La percussion se limite aux timbales classiques. Le quintette à cordes est composé des premiers violons, seconds violons, altos, violoncelles et contrebasses.

## Analyse
La mélodie est « simple, à couplets fermement clamés, comme l'appel des chasses qu'il évoque ». Pierre-René Serna considère que « Le Roi des aulnes n'est pas loin ».

## Discographie

### Chant et piano
- Hector Berlioz : Mélodies (2 CD, Deutsche Grammophon 435 860-2, 1993 (OCLC 31533426))
Le Chasseur danois (H 104A), par Thomas Allen (baryton) et Cord Garben (piano), CD 2.

### Chant et orchestre
- Hector Berlioz : The Complete Works (27 CD, Warner Classics 0190295614447, 2019)
Le Chasseur danois (H 104B) par Gilles Cachemaille (baryton), Orchestre de l'Opéra de Lyon, dir. Louis Langrée (CD 12)

### Biographies
- David Cairns (trad. de l'anglais), Hector Berlioz. Servitude et grandeur (1832-1869), Paris, Fayard, 2002, 944 p. (ISBN 2-213-61250-1) traduit par Dennis Collins.

### Monographies
- Pierre Citron, Cahiers Berlioz no 4, Calendrier Berlioz, La Côte-Saint-André, Musée Hector-Berlioz, 2000 (ISSN 0243-3559)
- Pierre-René Serna, Berlioz de B à Z, Paris, Van de Velde, 2006, 264 p. (ISBN 2-85868-379-4)

### Articles et analyses
- Gérard Condé et Gilles Cantagrel (dir.), Guide de la mélodie et du lied, Paris, Fayard, coll. « Les Indispensables de la musique », 1994, 916 p. (OCLC 417117290, BNF 35723610), p. 52